# Servius Sulpicius Rufus
Servius Sulpicius Rufus (* um 106 v. Chr.; † 43 v. Chr.) war ein römischer Politiker, Redner und vorklassischer Jurist, dabei bedeutendster Wegbereiter der klassischen Jurisprudenz. Er ging aus dem Ritterstand hervor.

## Leben und Ämter
Zusammen mit Cicero studierte er Rhetorik und begleitete ihn 78 v. Chr. nach Rhodos. Da er der Ansicht war, dass er niemals die Rednerqualitäten seines Freundes Cicero erreichen würde, gab er die Rhetorik auf und wurde Jurist. Einer seiner juristischen Lehrer war Gaius Aquilius Gallus. 75 oder 74 v. Chr. war er Quästor und 65 v. Chr. Prätor. 63 v. Chr. kandidierte er für das Konsulat des folgenden Jahres, wurde aber von Lucius Licinius Murena geschlagen, den er anschließend vergeblich wegen Bestechung anklagte. Erst 51 v. Chr. war er mit einer erneuten Bewerbung erfolgreich, nachdem er im Jahr zuvor als Interrex die Wahl des Pompeius zum alleinigen Konsul geleitet hatte. Im Bürgerkrieg stand er – nach bemerkenswertem Zögern – auf Seiten Gaius Iulius Caesars, der ihn 46 v. Chr. zum Prokonsul von Achaea machte. Er starb 43 v. Chr. auf einer Senatsmission nach Mutina zu Marcus Antonius krankheitsbedingt. In einer Senatsrede, die später als neunte „Philippische Rede“ veröffentlicht wurde, beantragte Cicero für ihn eine Staatsehrung in Form einer Statue vor den Rostra. Im Gegensatz zu den vergoldeten Reiterstatuen, mit denen für gewöhnlich Gesandte, die auf ihrer Mission getötet wurden, geehrt wurden, wurden ihm eine bronzene Standstatue und ein öffentliches Begräbnis zugestanden, weil er während der Gesandtschaft zwar ums Leben gekommen, aber nicht durch direkte Feindeinwirkung getötet worden war.
Sulpicius hatte einen gleichnamigen Sohn, der mehrmals bei Cicero erwähnt wird, unter anderem als möglicher Ehemann für dessen Tochter Tullia. Von diesem sind aber keine öffentlichen Ämter überliefert. Tochter oder Enkelin Sulpicius’ war die Dichterin Sulpicia die Ältere.
Bekannte Schüler des Servius waren Publius Alfenus Varus, Aulus Ofilius, Quintus Aelius Tubero, Aulus Cascellius und Gaius Trebatius Testa. Sie überlieferten sehr zahlreiche Rechtsbescheide ihres Lehrers.

## Bedeutung und Stil
Zwei außergewöhnliche Beispiele für Sulpicius’ Stil hat Cicero überliefert. Quintilian spricht von drei Reden des Sulpicius, die noch erhalten seien. Eine war die Rede gegen Murena, eine andere Pro oder Contra Aufidium, von der jedoch nichts bekannt ist. Darüber hinaus soll er Autor erotischer Gedichte gewesen sein.
In erster Linie wurde Sulpicius jedoch als Jurist ausgezeichnet. Zu seinem umfangreichen Werk zählte neben Monografien der erste Kommentar zum prätorischen Edikt, gewidmet noch einem der späteren Mörder Caesars, Brutus. Bahnbrechend war sein kritischer Kommentar zum Ius civile, einem Werk des Kollegen Scaevola pontifex, unter seinen Zeitgenossen bereits wahrgenommen als Meilenstein der juristischen Literaturgeschichte. Daneben hinterließ er eine große Anzahl von Abhandlungen und wird oft in den Digesten (Gutachtensammlung) zitiert, insbesondere durch seinen Schüler Publius Alfenus Varus, andererseits wurden von ihm selbst herrührende Texte nicht gefunden. Als Hauptqualitäten seiner Werke gelten Klarheit, enge Vertrautheit mit den Prinzipien des Zivil- und Naturrechts und unübertroffene Ausdruckskraft. Cicero lobte Sulpicius ausdrücklich dafür, aus dem Recht eine Kunst („ars iuris“) gemacht zu haben, indem er subsumtionsfähige Tatbestände geschaffen habe („postremo habere regulam, qua vera et falsa iudicarentur“). Die Methodik dazu hatte er bei den griechischen Philosophen gelernt. 
Nach einer im Anschluss an Okko Behrends teilweise vertretenen Minderheitsmeinung, habe Sulpicius damit die „spezifisch klassische“ Jurisprudenz begründet, die sich durch die Betonung strikter Regeln von der vorklassischen Jurisprudenz der „veteres“ abhebe, in der – wiederum nach dem Zeugnis Ciceros – die Abwägung von Prinzipien eine zentrale Rolle gespielt habe. Behrends interpretiert die Sichtweise des Servius durch die Brille Ciceros; im Vergleich zum vorklassischen Recht, das „eine Anleitung zur großen Lebenspraxis“ gewesen sei, habe sich das in seinen Formen bestimmte klassische Recht danach ausgerichtet, „Räume natürlicher menschlicher Freiheit zu schaffen“. Letztlich sei ein „pantheistisches Naturrechtssystem“ in ein „skeptisch-humanistisches System“ umgewandelt worden.

## Werke
- Libri iuris civilis (Kommentarliteratur zu Quintus Mucius; sogenannte Notata Mucii)
- Dos (Monografie)
- Detestato sacrorum (Monografie)
- Libri ad Brutum (zwei systematische Interpretationen des prätorischen Edikts)